# United States Army Reserve
United States Army Reserve (Rezerwy Armii Stanów Zjednoczonych) – jednostka wojskowa Stanów Zjednoczonych, będąca siłami rezerwowymi. Obecnie Army Reserve oraz Army National Guard (Gwardia Narodowa Armii) są komponentami rezerwowymi USA. Army Reserve zostały założone w 1908, z żołnierzy sztabu medycznego US Army. Po I wojnie światowej, 4 czerwca 1920, Kongres Stanów Zjednoczonych wydał akt, w którym znalazła się reorganizacja wojsk Stanów Zjednoczonych. Utworzono Armię Regularną, Gwardię Narodową oraz Zorganizowaną Rezerwę (Korpus Sztabowy Rezerwy i Korpus Rekrutacyjny Rezerwy), które nieco później przyjęły status Armii Rezerwowej.

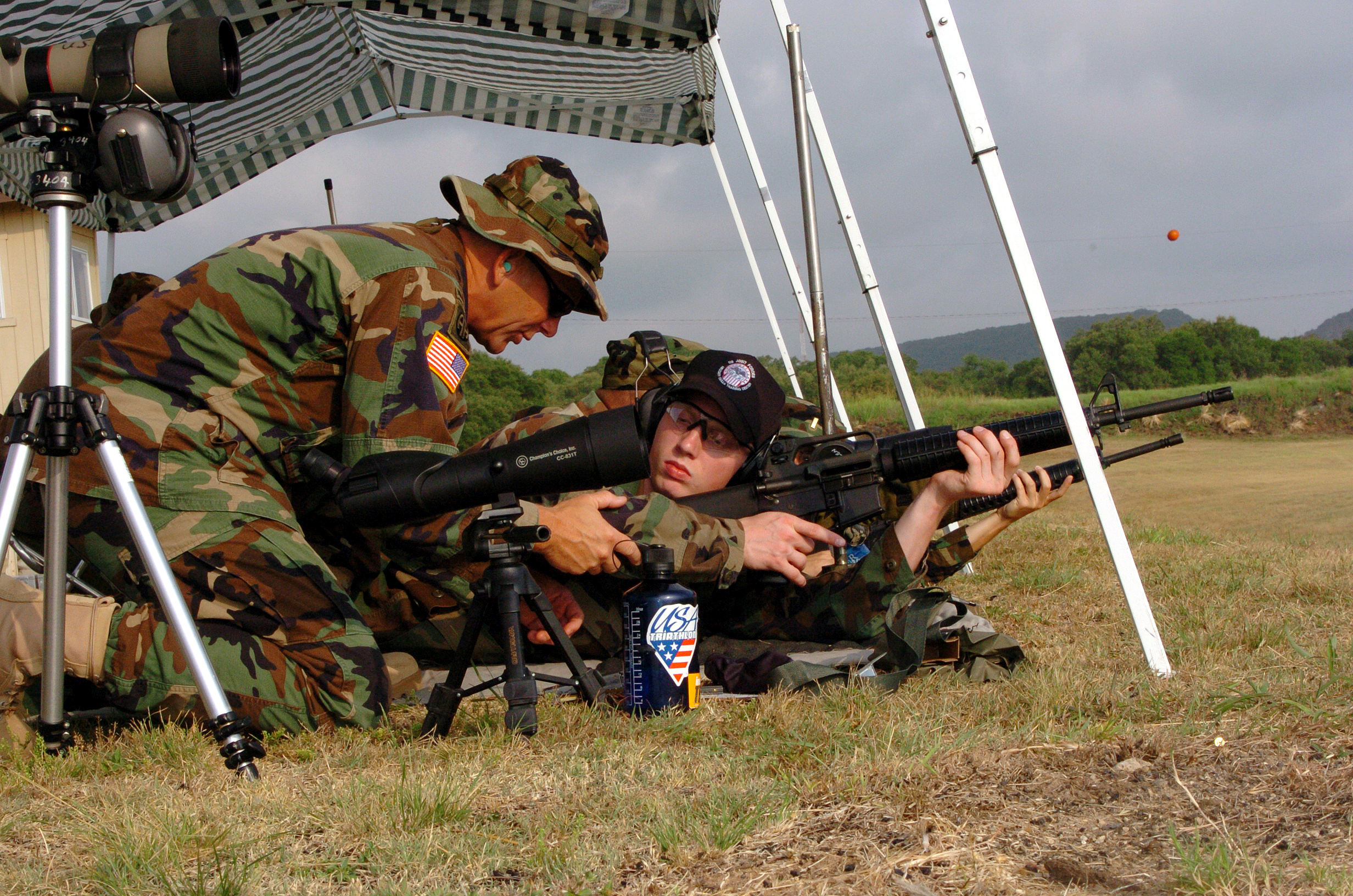
Szkolenie wojskowe Armii Rezerwowej w Stanach Zjednoczonych – szkolenie w strzelectwie

## Skład Army Reserve

### Dowództwo sztabowe
Biuro Szefa Armii Rezerwowej (OCAR) w Pentagonie, Waszyngton.
BSAR prowadzi Szef Armii Rezerwowej (CAR) wraz ze sztabem wojskowym, który zatwierdza rozkazy wydawane przez głównodowodzącego Armią Rezerwową.

  Dowództwo Armii Rezerwowej Stanów Zjednoczonych (USARC) w Fort McPherson, Georgia.
USARC jest jednostką podległą Szefowi Armii Rezerwowej. DARST odpowiada za szkolenie, administrację i dyslokację oddziałów armijnych podczas misji wojskowych. Dowództwo AR zarządza trzema głównymi kategoriami jednostek wojskowych: operacyjno-czynnościowymi, wsparcia oraz szkolenia.

#### Jednostki operacyjne
3 Oddział Medyczny (MDSC) w Fort Gillem, Georgia
- 7 Dywizjon Wsparcia Cywilnego, w Kaiserslautern, Niemcy
- 11 Dywizjon Lotniczy w Fort Knox, Kentucky
- 79 Oddział Wspierający Podtrzymywania w Los Alamitos, Kalifornia

  143 Dywizjon Podtrzymywania (ekspedycyjny) (ESC) w Orlando, Floryda

   200 Dywizjon Żandarmerii Wojskowej w Fort Meade, Maryland
- 311 Oddział Podtrzymywania (ekspedycyjny) (ESC) w Los Angeles, Kalifornia
- 335 Oddział Łączności w East Point, Georgia
- 364 Oddział Podtrzymywania (ekspedycyjny) (ESC) w Seattle, Waszyngton
- 377 Oddział Podtrzymywania w Belle Chasse, Luizjana

   412 Oddział Inżynieryjny (TEC) w Vicksburgu, Missisipi
- 416 Oddział Inżynieryjny (TEC) w Darien, Illinois

   807 Oddział Medyczny (MDSC) w Fort Douglas, Utah

  Oddział Medyczny Armii Rezerwowej Stanów Zjednoczonych (AR-MEDCOM) w Pinellas Park, Floryda
- Dowództwo Pogotowia Wywiadu Wojskowego (MIRC) w Fort Belvoir, Wirginia

  Dowództwo ds. Operacji Psychologicznych i Spraw Obywatelskich (Lotnictwo desantowe) (USACAPOC-A) w Fort Bragg, Karolina Północna
- Oddziały Specjalne Wspomagania Armii Rezerwowej Stanów Zjednoczonych

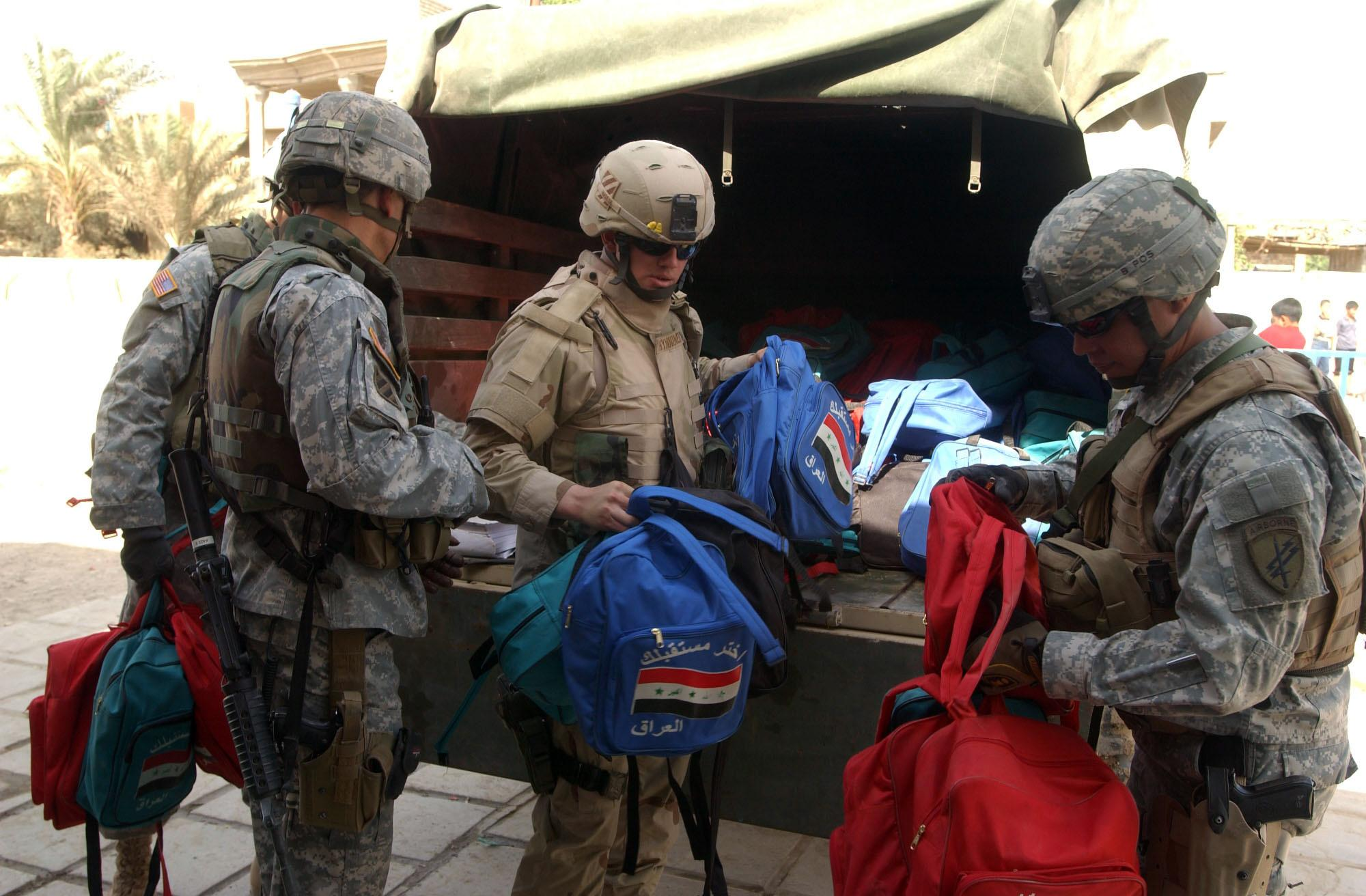
Żołnierze 301 Korpusu ds. Operacji Psychologicznych, rozładujący sprzęt szkolny dla dzieci w Iraku

#### Jednostki wsparcia

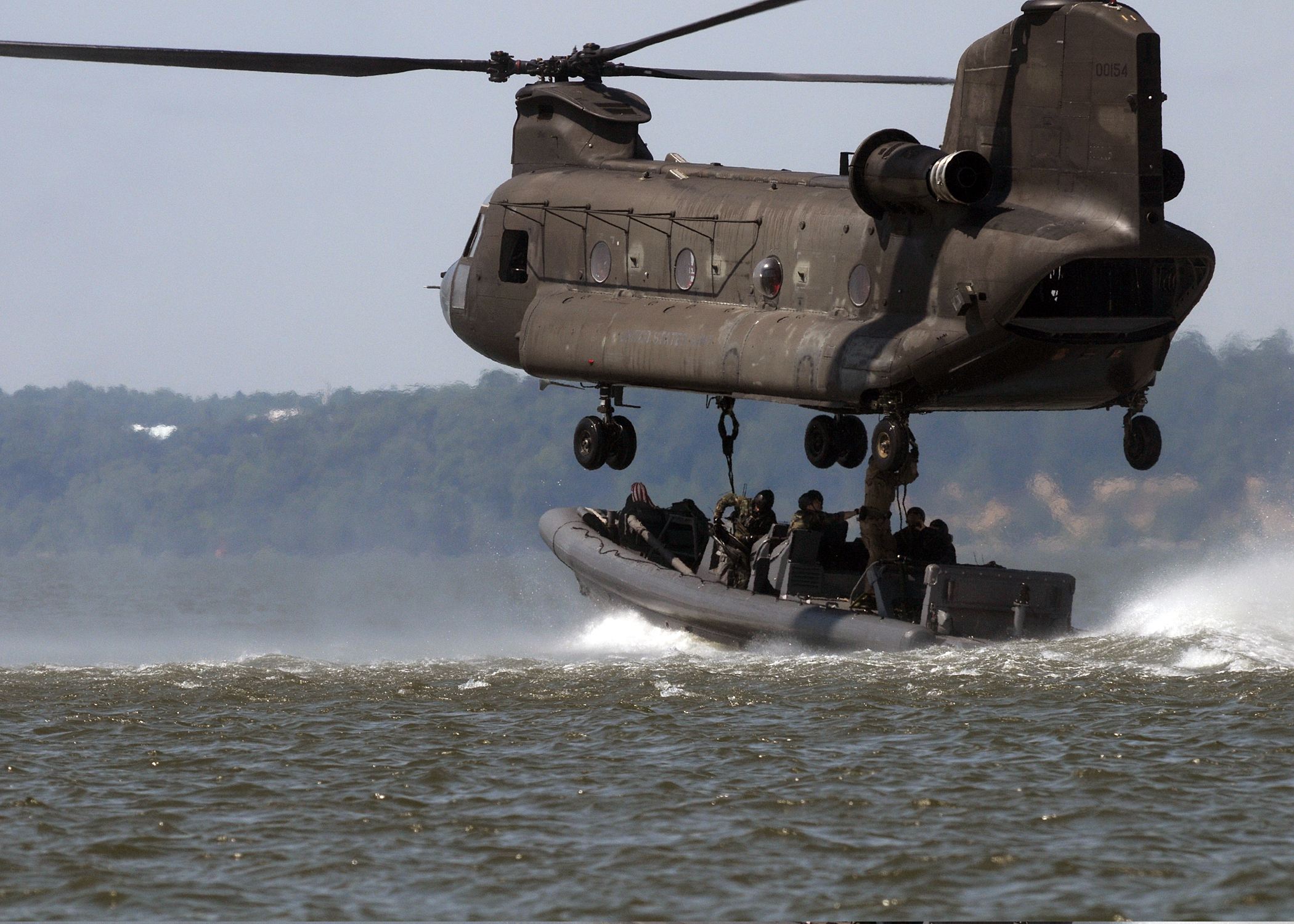
CH-47 Chinook, podczas manewrów szkoleniowych marynarki wojennej Armii Rezerwowej

- 1 Oddział Misyjny Wspomagania w Fort Buchanan, Portoryko
- 7 Oddział Cywilny Wspomagania w Tompkins Barracks, Schweitzingen, Niemcy
- 9 Oddział Misyjny Wspomagania w Fort Shafter, Hawaje

  63 Okręgowa Dywizja Wsparcia „Krew i Ogień” w Moffett Field, Kalifornia

  81 Okręgowa Dywizja Wsparcia „Dywizja Żbików” w Fort Jackson, Karolina Południowa

  85 Dywizja Wsparcia „Dywizja Custer'a” w Arlington Heights, Illinois

  87 Dywizja Wsparcia „Dywizja Złotego Żołędzia” w Birmingham, Alabama

  88 Regionalna Dywizja Wsparcia w Fort McCoy, Wisconsin

  99 Regionalna Dywizja Wsparcia „Szachownica” w Fort Dix, New Jersey
- 78 Orkiestra Armii Rezerwowej

  Karierowa Dywizja Armii Rezerwowej w Fort McPherson, Georgia

#### Jednostki szkoleniowe i kadeckie
75 Dywizja Szkoleniowa w Houston, Teksas

  80 Dywizja Szkoleniowa (TASS) „Dywizja Błękitnej Grani” w Richmond, Wirginia

  84 Dywizja Szkoleniowa „Dywizja Hrabstwa Lincoln” w Fort McCoy, Wisconsin

  108 Dywizja Szkoleniowa „Złote Gryfy” w Charlotte, Karolina Północna

  166 Brygada Lotnicza w Fort Hood, Teksas

### Szkoleniowe jednostki wsparcia
- I Armia Stanów Zjednoczonych „Wschód” w Fort Meade, Maryland
- I Armia Stanów Zjednoczonych „Zachód” w Fort Carson, Kolorado

### Jednostki specjalne
- 100 Batalion, 442 Piechoty

### Nieistniejące jednostki
- 70 Dywizja Piechoty
- 85 Dywizja Piechoty
- 89 Dywizja Piechoty
- 90 Dywizja Piechoty
- 94 Dywizja Piechoty